# Saint-Damase (Les Maskoutains)
Pour les articles homonymes, voir Saint-Damase.
Saint-Damase est une municipalité située au Québec (Canada), dans la région administrative de la Montérégie (MRC des Maskoutains). Elle est surtout connue pour son agriculture et son industrie agroalimentaire.

## Toponymie
Le vocable est donné à une chapelle située dans la Seigneurie Debartzch par Monseigneur Plessis, archevêque de Québec, le 11 décembre 1820, jour de la fête de Saint-Damase. Ce nom sera plus tard conservé pour la paroisse civile, le bureau de poste et la municipalité de paroisse. Anciennement, les habitants identifiaient leur paroisse comme «Saint-Damase-de-Saint-Hyacinthe». On retrouve parfois l’appellation «Saint-Damase-sur-Yamaska» dans certains écrits d'autrefois.

### Origine des noms de rangs et rues[3]
- Rang Corbin (Haut et Bas) : nommé en mémoire d'un petit-fils de David Corbin, constructeur des navires du roi, qui joua un rôle important dans l'acquisition du bois nécessaire à la construction du Séminaire de Saint-Hyacinthe entre 1850-1854.
- Rang Saint-Louis: probablement nommé en l'honneur de Louis-Joseph Papineau, dont la sœur, Rosalie Papineau, avait épousé en secondes noces, Jean Dessaulles, seigneur de Saint-Hyacinthe.
- Rang d'Argenteuil : nom donné par Hyacinthe-Marie Delorme, seigneur de Saint-Hyacinthe, en mémoire de Pierre-François Rigaud de Vaudreuil, premier propriétaire de la Seigneurie de Maska, qui était aussi propriétaire de la Seigneurie d'Argenteuil.
- Rang du Cordon: nommé ainsi, car il servait de division entre la Seigneurie Debartzch et celle de Rouville. Le rang a aussi porté le nom de Sainte-Marguerite, en l'honneur d'une des filles du seigneur Pierre-Dominique Debartzch, Marguerite-Cordélia.
- Rang de la Caroline : en mémoire de l'une des filles de Pierre-Dominique Debartzch. Caroline Debartzch est également la mère Federick Debartzch Monk, député et ministre fédéral. Elle a laissé un journal intime, rédigé en 1839 et 1840, classé « bien historique » en 2005[4].
- Rang Marie-Anne: autrefois appelé Sainte-Mariane. Nommé en mémoire de Marie-Anne Crevier-Descheneaux, femme de Jacques-Hyacinthe Delorme et mère de Hyacinthe-Marie, seigneurs de Saint-Hyacinthe. À la mort précoce de son mari, elle administre la seigneurie le temps que ses enfants atteignent la majorité.
- Rue Principale : auparavant une section de la route 12 (aujourd'hui route 231). Il fut suggéré par un citoyen, en 1964, que cette voie soit renommée « rue Corbin ». La proposition a été rejetée par le conseil municipal.
- Rue Beaudry : en mémoire de Joseph ⁶Beaudry, premier maire de la municipalité, de 1845 à 1856.
- Rue Saint-Joseph: nommée ainsi puisque plusieurs riverains de cette rue portaient le prénom Joseph. Elle était parfois surnommée la « rue des Jos » ou encore la « rue de la rivière ».
- Rue Saint-Laurent: nommée en référence à l'église romaine de San Lorenzo in Damaso (en français : Saint-Laurent-dans-la-Maison-de-Damase).
- Rue Saint-Fabien: nommée en l'honneur de Monseigneur Fabien-Zoël Decelles, septième évêque de Saint-Hyacinthe, natif de Saint-Damase.
- Rue Monseigneur-Decelles: Maxime Decelles, cinquième évêque de Saint-Hyacinthe, né à Saint-Damase en 1849.

## Histoire
L'histoire de Saint-Damase est très documentée considérant la taille de la municipalité. Une imposante monographie de près de 900 pages a été publiée à ce sujet en 1966 par Léo Traversy, agronome de formation et apiculteur. Intitulé La Paroisse de St-Damase Co. St-Hyacinthe, l'auteur a mis 35 ans à rédiger cet ouvrage très détaillé. Lionel Groulx résume à propos de l'ouvrage : « En somme, nous voyons grandir une paroisse québécoise, à peu près type, en sa vie religieuse, civile, municipale, sociale et économique.» 

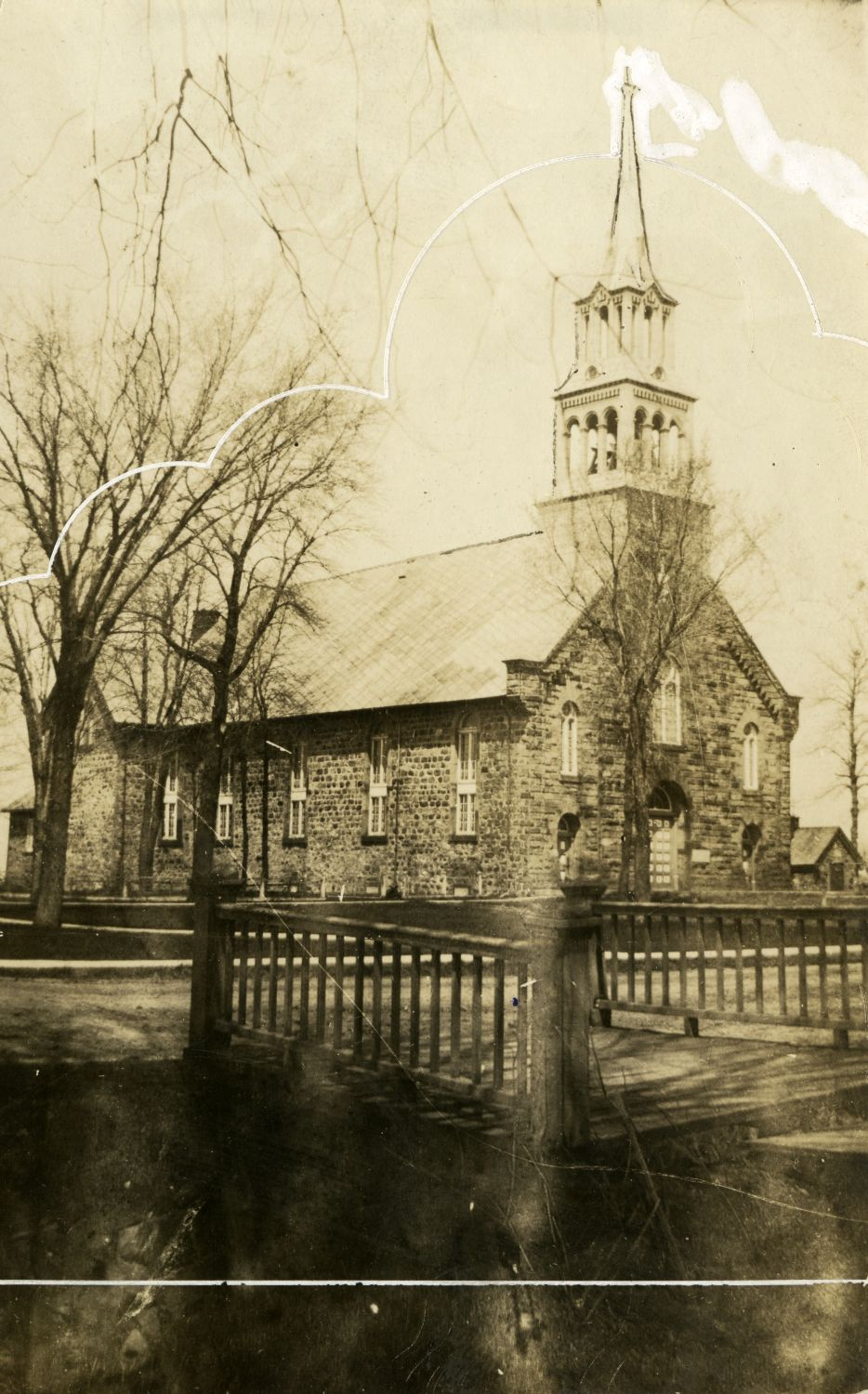
L'église de Saint-Damase en 1910. On peut y voir en avant-plan une des passerelles enjambant le ruisseau Corbin qui longeait la rue Principale. Il est comblé en 1952.

### Avant la fondation

#### Les Seigneuries de Maska et de Saint-Hyacinthe
À l'origine, le territoire actuel de Saint-Damase faisait partie de l'immense Seigneurie de Maska. Celle-ci fut accordée le 23 septembre 1748 par le gouverneur de la Nouvelle-France, Rolland-Michel Barrin, Marquis de la Galisonnière, et par l'intendant François Bigot à Pierre-François Rigaud de Vaudreuil. Le roi Louis XIV en ratifiera le titre de concession le 30 avril 1749. Le territoire sera cependant laissé inexploité, le seigneur de Vaudreuil étant occupé aux services du roi, d'abord par des expéditions militaires et par la suite par ses fonctions de gouverneur des Trois-Rivières et de Montréal.
Le 25 octobre 1753, Jacques-Hyacinthe-Simon dit Delorme achète la seigneurie pour la somme de 4000 francs, soit environ 800 dollars. Il en prendra pleinement possession en 1755. Ce dernier en modifiera le nom pour Seigneurie de Saint-Hyacinthe, son saint patron. Il faut cependant attendre 1795 pour trouver le premier acte d'une concession de terre dans ce qui deviendra Saint-Damase. Les premiers habitants proviennent surtout de Saint-Hyacinthe, de La Présentation, de Saint-Charles, de Saint-Denis, de Saint-Antoine, de Bourcherville, de Verchères et de Saint-François-du-Lac. Vers 1815, le territoire est presque entièrement défriché.

#### La Seigneurie Debartzch
Le 23 septembre 1811, la seigneurie est partagée entre Hyacinthe-Marie Delorme (fils de Jacques-Hyacinthe-Simon) et son neveu, Pierre-Dominique Debartzch, homme politique Canadien-Français d'origine polonaise, créant ainsi la Seigneurie Debartzch, dans laquelle naîtra la future paroisse de Saint-Damase.

### Fondation de la paroisse
La population sans cesse grandissante et les distances importantes à parcourir feront en sorte que deux demandes seront faites auprès des autorités religieuses pour la construction d'une chapelle (1804 et 1812) sur une portion de la Seigneurie Debartzch, mais Monseigneur Plessis n'y accèdera qu'en 1817. Cependant, une mésentente quant à la désignation du site entrainera un retard de trois ans et l'autorisation de démarrer la construction de l'édifice religieux - incluant un presbytère - sera finalement accordée le 11 décembre 1820, jour de la fête de Saint-Damase. La première messe y sera célébrée le 30 juin 1823 par le prêtre Antoine Girouard, fondateur du séminaire de Saint-Hyacinthe.
À la suite d'une demande des paroissiens, le décret pour l'érection canonique d'une paroisse religieuse est rédigé par Monseigneur Panet le 11 septembre 1829. La paroisse civile, qui conserve le nom de Saint-Damase, est érigée par le gouverneur Lord Matthew Whitworth-Alymer en 1835 pour une superficie de 32 000 arpents, incluant 220 fermes. L'entité est alors administrée par des capitaines de milices, des juges de paix, des grands voyers ainsi que trois syndics choisis par les habitants.

#### L'église
La première chapelle de bois sera démolie pour faire place à la première église de pierre en 1835. La foudre la détruira en 1871. L'église sera reconstruite dans les murs de l'ancien bâtiment et rouverte au culte en 1875. En 2011, un incendie criminel a endommagé la sacristie et une partie de l'église, causant plusieurs milliers de dollars de dommages.

##### Orgue
En novembre 2015, l'église Saint-Damase s'est portée acquéreur de l'orgue de l'église Saint-Thomas de Pierreville lors de la fermeture de cette dernière. Il s'agit d'un Opus 24 de Casavant Frères construit en 1889.

##### Valeur patrimoniale
Selon le Conseil du patrimoine religieux du Québec, l'église Saint-Damase possédait, en 2003, une valeur patrimoniale dite supérieure (C) par rapport aux autres lieux de culte de la Montérégie.

### La municipalité
En 1845, la municipalité de paroisse est créée. Le premier conseil municipal sera présidé par le maire Joseph Beaudry, entouré de six conseillers.

#### Le chemin de fer
Une voie ferrée a autrefois desservi Saint-Damase. Construit entre 1890 et 1892, le chemin de fer des Comtés-Unis a été inauguré 17 septembre 1893 et effectuait la liaison entre Saint-Hyacinthe, Rougemont et Saint-Angèle-de-Monnoir. Le réseau permettait d'atteindre Noyan, à la frontière américaine, transportant passagers et marchandises. La gare ou station était située sur la rue Sainte-Marie.
Le chemin de fer sera vendu au Canadien National par la Delaware & Hudson Company en 1928 et le service définitivement supprimé en 1931. La voie sera démolie en 1932. Lors des cinq dernières années du service, une locomotive et un wagon dédié aux passagers et à la poste étaient surnommés "la punaise" par les Damasiens. De nos jours, il est encore possible d'apercevoir, dans le rang Marie-Anne, l'ancienne gare du village, déménagée et restaurée.

## Géographie
Le territoire de Saint-Damase est une grande plaine accidentée par le mont Rougemont au sud-ouest. Près du deux tiers du mont Rougemont est à Saint-Damase.
La rivière Yamaska traverse la municipalité du sud au nord-est où elle en délimite le nord-est. La rivière noire en délimite l'est en coulant vers le nord-ouest jusqu'à sa confluence rive droite avec la rivière Yamaska. La rivière à la Barbue coule dans le sud vers le nord jusqu'à sa confluence rive droite avec la rivière Yamaska.

### Types de sol
Saint-Damase renferme quatre types de sols différents, soit le limon Yamaska, l'argile Sainte-Rosalie, le liman Saint-Damase ainsi que le sable Saint-Jude.

## Démographie
| 2001  | 2006  | 2011  | 2016  | 2021  |
| ----- | ----- | ----- | ----- | ----- |
| 2 500 | 2 486 | 2 506 | 2 473 | 2 447 |

## Administration
Les élections municipales se font en bloc et suivant un découpage de six districts.
| Saint-Damase Maires depuis 2001                                                                                      |                     |         |          |
| Élection | Maire               | Qualité | Résultat |
| 2001 | Jean-René Blanchard |         | Voir     |
| 2005 | Germain Chabot      |         | Voir     |
| 2009 | Germain Chabot      | Voir    |          |
| 2013 | Christian Martin    |         | Voir     |
| 2017 | Christian Martin    | Voir    |          |
| 2021 | Alain Robert        |         | Voir     |
| Élection partielle en italique Depuis 2005, les élections sont simultanées dans toutes les municipalités québécoises |                     |         |          |

## Industries
La municipalité a sur son territoire plusieurs usines œuvrant dans le secteur agroalimentaire comme: Exceldor Coopérative avicole, Spécialité Lassonde, La Coop des Montérégiennes et Olymel.
L’usine de transformation de fromage Damafro Agropur, qui était située sur la rue principale et qui transformait 25% du lait de chèvre de la province, a fermé ses portes en mars 2020.

## Festival
Chaque année, au début du mois d’août, se tenait le Festival du maïs qui attirait des milliers de visiteurs. Il était renommé pour son derby de démolition.
Il a pris fin en 2019 après 30 ans d'existence.

## Personnalités liées à la municipalité
- Maxime Decelles (1849-1905), cinquième évêque de Saint-Hyacinthe.
- Alphonse Desmarais (1850-1940), missionnaire, y est né.
- Fabien-Zoël Decelles (1870-1942), septième évêque de Saint-Hyacinthe.
- Ernest-Joseph Chartier (1892-1954), député de l'Union nationale dans Saint-Hyacinthe de 1944 à 1954, propriétaire du Courrier de Saint-Hyacinthe et vice-président de Casavant Frères.
- Joseph Fontaine, (1900-1986), agriculteur, marchand et homme politique municipal et fédéral.
- Jean-Claude Coiteux (1916-1960), céramiste québécois décédé à Saint-Damase.
- Geneviève Jodoin, (1979-...) chanteuse et musicienne, gagnante de La Voix en 2019.

## Galerie

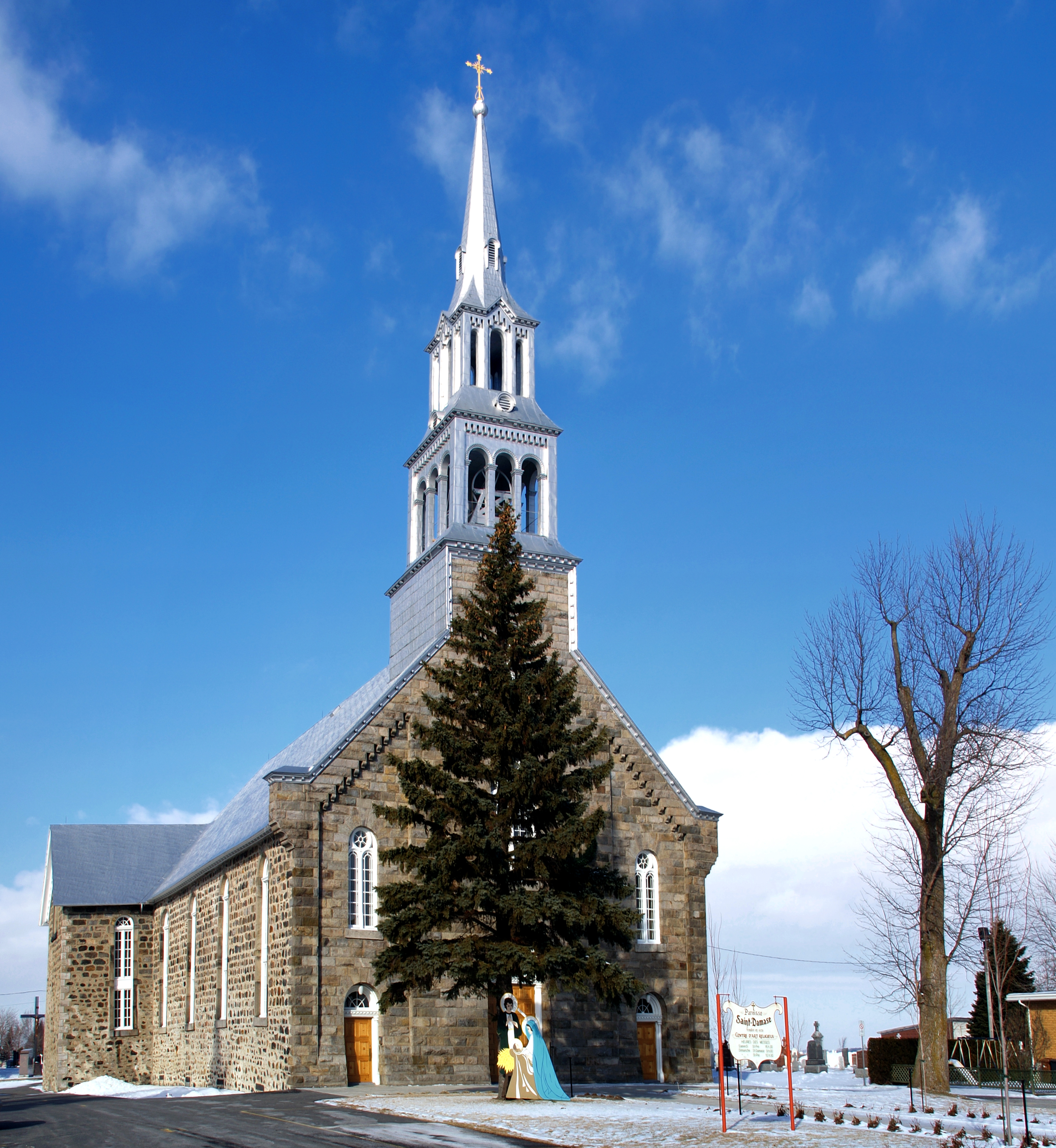
L'église Saint-Damase, inaugurée en 1875, fut construite sur les ruines de celle détruite par la foudre en 1871.
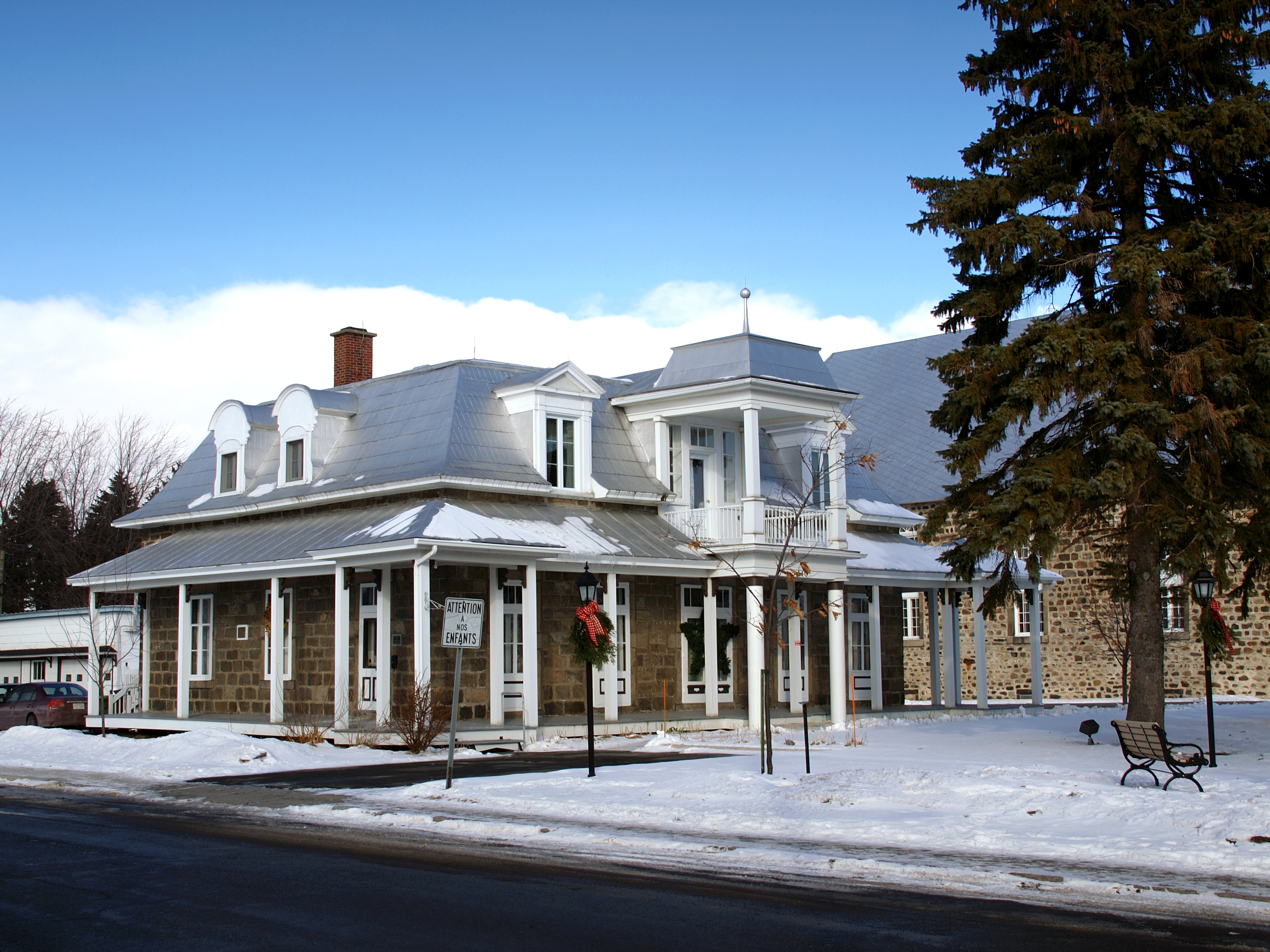
Le presbytère de Saint-Damase, construit en 1870 et restauré en 1928. Un bel exemple du patrimoine architectural maskoutain.
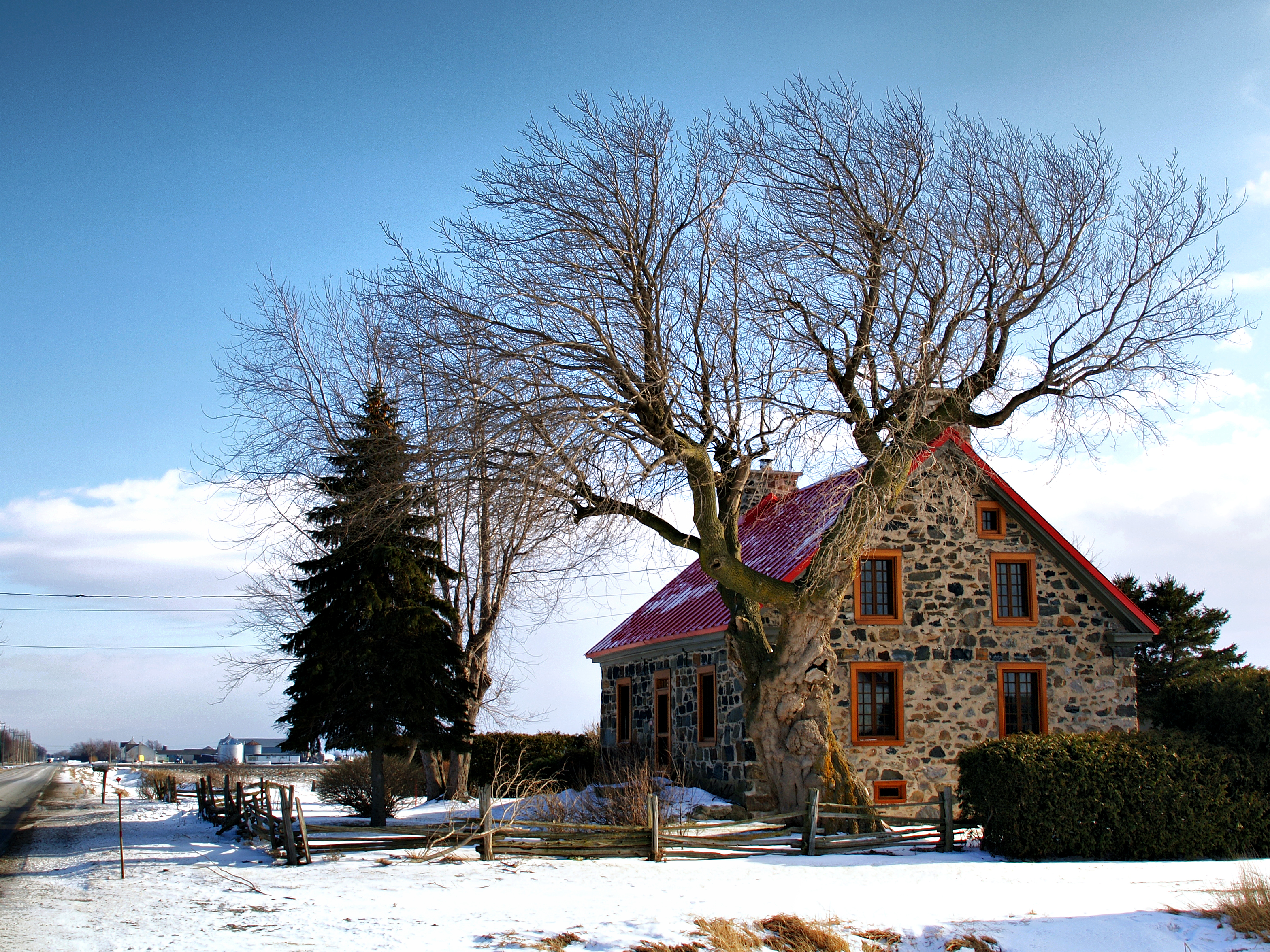
Maison en bordure de route.
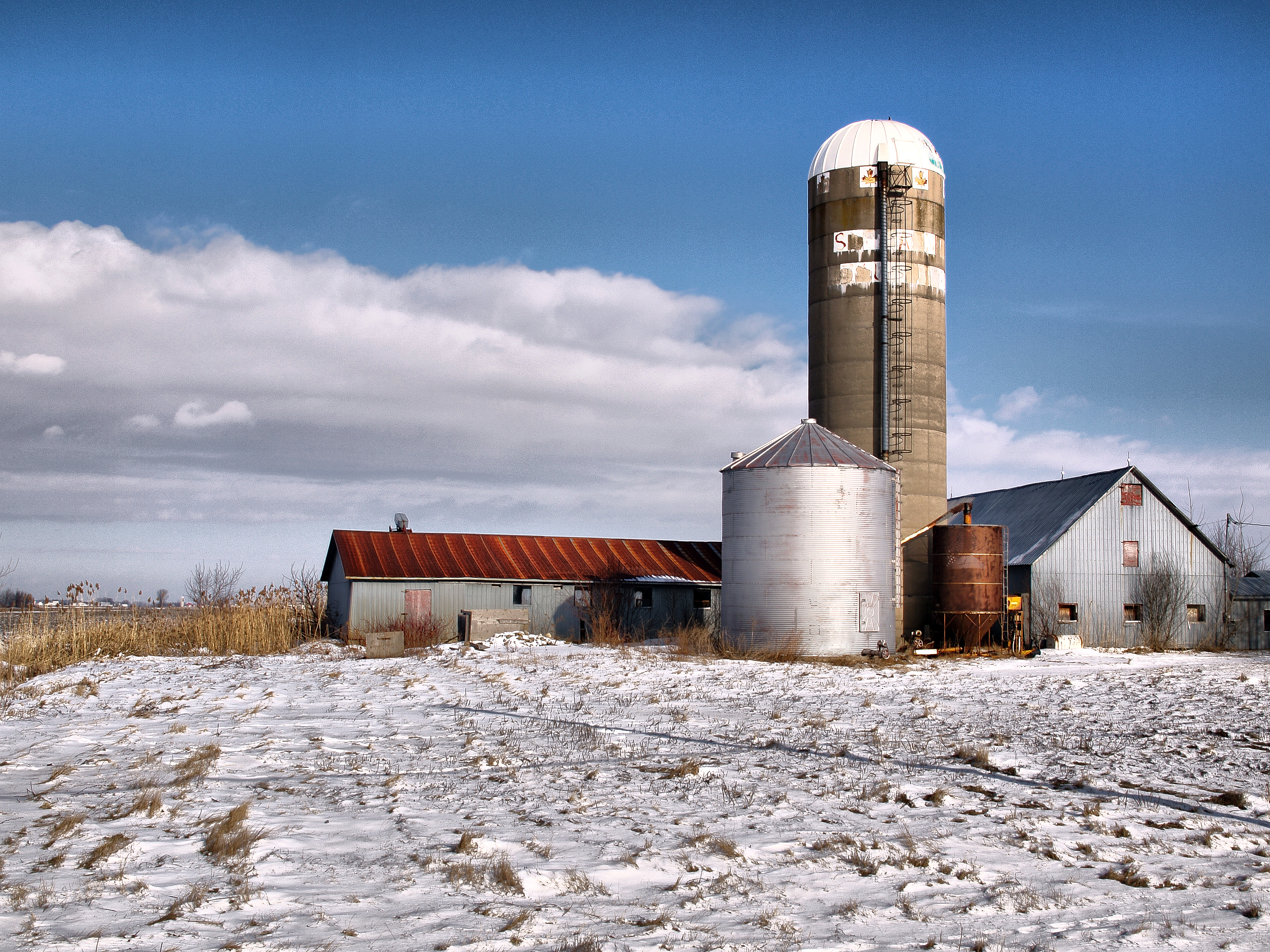
Une ferme en hiver.
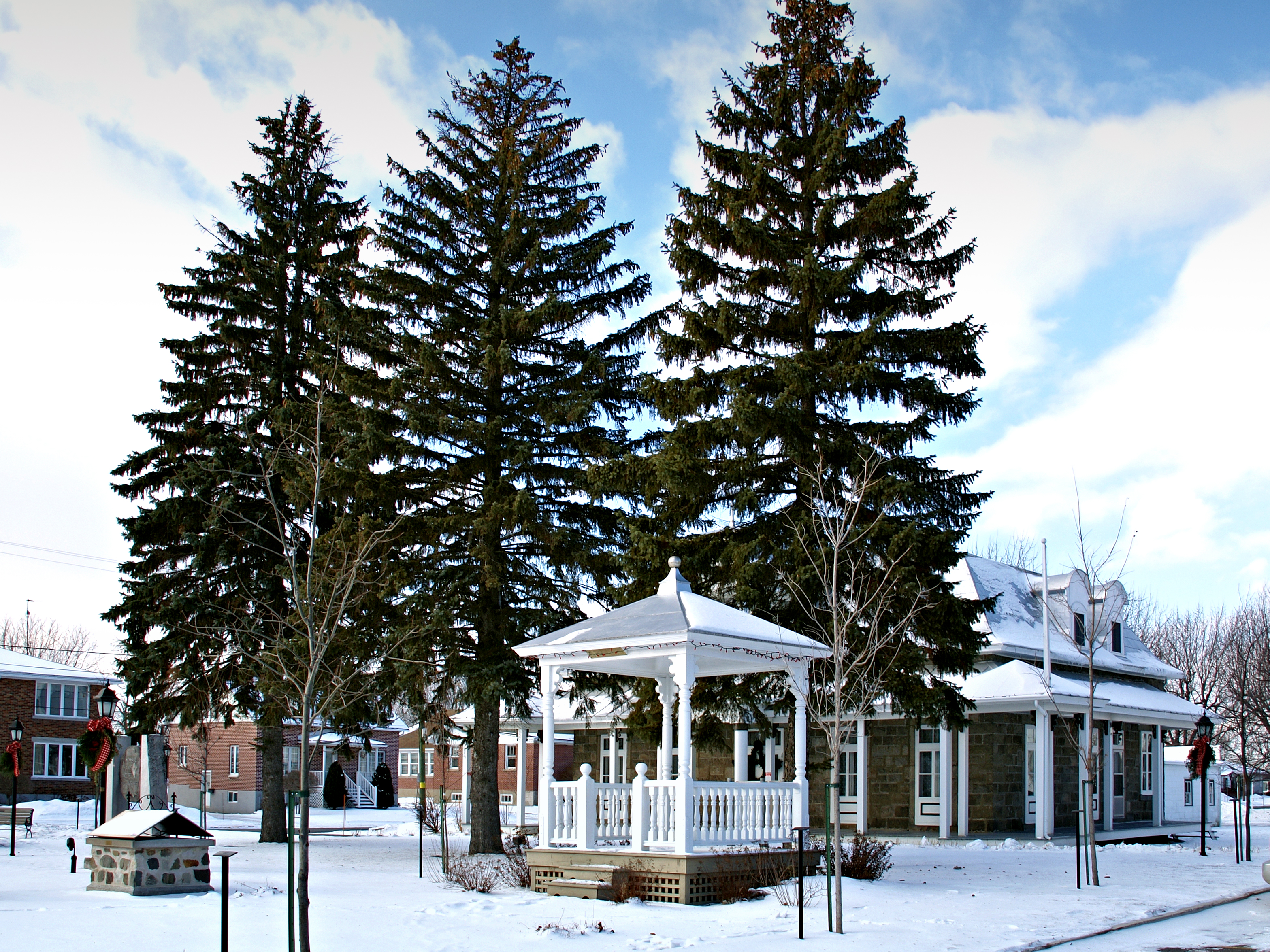
La tribune de la criée, permettant la vente aux enchères.